# Dianthus attenuatus
Dianthus attenuatus là loài thực vật có hoa thuộc họ Cẩm chướng. Loài này được Pavlov mô tả khoa học đầu tiên năm 1960.